# Gle Raja
Gle Raja är ett berg i Indonesien.   Det ligger i provinsen Aceh, i den västra delen av landet, 1 800 km nordväst om huvudstaden Jakarta. Toppen på Gle Raja är 76 meter över havet, eller 55 meter över den omgivande terrängen. Bredden vid basen är 1,1 km.
Terrängen runt Gle Raja är kuperad norrut, men söderut är den platt. Terrängen runt Gle Raja sluttar söderut.Runt Gle Raja är det mycket glesbefolkat, med 7 invånare per kvadratkilometer. I omgivningarna runt Gle Raja växer i huvudsak städsegrön lövskog.